# Llista de Secretaris Generals de la Comunitat de l'Àfrica Oriental
Aquesta és la llista de Secretaris Generals de la Comunitat de l'Àfrica Oriental des que es va re-establir la Comunitat d'Àfrica Oriental després del tractat de 1999 que va entrar en vigor el juliol de 2000. Des de llavors hi ha hagut cinv secretaris generals designats pels caps d'estat corresponents. Tant el secretari general com el president són nomenats de manera rotativa pels respectius estats associats. El secretari general i el secretari general adjunt són nomenats a la vegada, hi ha quatre diputats generals.

## Llista de Secretaris Generals
| President | President | President                 | Nacionalitat | Mandat            | Mandat                                     | Mandat          |       |
| №         | Retrat    | Nom (Naixement–mort)      | Nacionalitat | Pren possessió    | Deixa el càrrec                            | Duració         |       |
| --------- | --------- | ------------------------- | ------------ | ----------------- | ------------------------------------------ | --------------- | ----- |
| 1         |           | Francis Muthaura (1946–)  | Kenya        | Juliol de 2000    | 5 d'abril 2001                             | 9 mesos         | [ 2 ] |
| 2         |           | Amanya Mushega (1946–)    | Uganda       | 5 d'abril 2001    | 4 d'abril 2006                             | 5 anys          | [ 3 ] |
| 3         |           | Juma Mwapachu (1942–)     | Tanzania     | 4 d'abril 2006    | 19 d'abril 2011                            | 5 anys          | [ 4 ] |
| 4         |           | Richard Sezibera (1964–)  | Rwanda       | 19 d'abril 2011   | 2 de març de 2016                          | 5 anys          | [ 5 ] |
| 5         |           | Libérat Mfumukeko (1964–) | Burundi      | 2 de març de 2016 | En el càrrec (finalitza el mandat el 2021) | 9 anys, 13 dies | [ 6 ] |

## Subsecretari general
Un subdirector general és nomenat per la cimera en un mandat renovable de tres anys. Cada nació tindrà un subdirector general, excepte la nació de la que procedeix el secretari general.